# 中村六郎
中村 六郎（なかむら ろくろう、1914年2月4日 - 2004年4月11日）は岡山県備前市伊部生まれの陶芸家。愛称は「六さん」
日本工芸会中国支部、備前焼陶友会、伝統工芸士会に所属した。
父親が金重陶陽らの作家たちと親しく、その影響で陶芸家を志す。終戦までは会社勤めをするが、1945年に金重陶陽に師事し、技術の修練を積む。また、北大路魯山人が金重陶陽宅に来訪時には、藤原啓、山本陶秀らと共に、その技術を学び影響を受けたと言われている。
1961年に六郎窯を築いて独立する。1986年には伝統工芸士に認定される。
ろくろでは徳利などの酒器を好んで製作。たたらでは泡瓶、急須、茶碗なども手がける。朴訥で野性味あふれる作風。観音土のねっとりとした土味に、窯変で現れる深い緋色は「中村家の緋色」と言われ、愛好家が多い。文豪井伏鱒二は亡くなる前に、ベッドの中で六郎の徳利をまさぐっていたという。また、歌人の杉鮫太郎や、詩人の安東次男らと交流があり、六郎の経歴書に紹介文を書いている。特に安東次男は窯出しの度に来訪し、窯傷の入ったものばかりを欲しがり、六郎を困らせたという話が残されている。「酒器の神様」、「とっくりの六郎」などの威名をもつ。

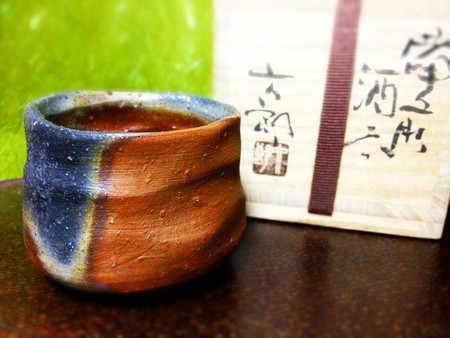
中村六郎作 酒呑

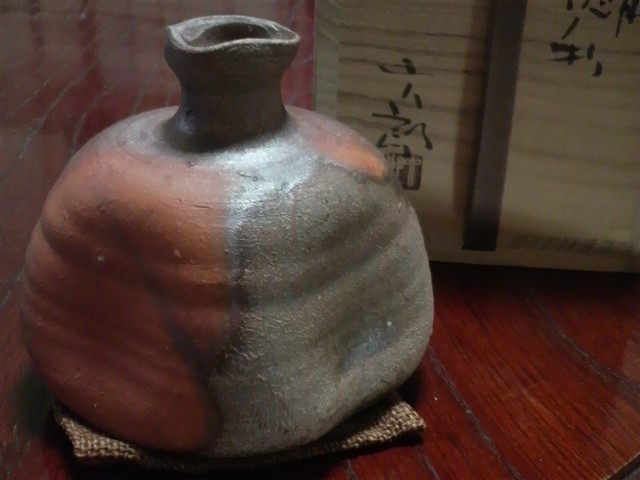
中村六郎作 扁壺徳利

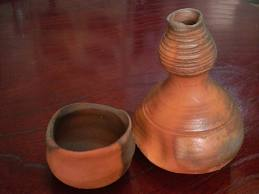
中村家の緋色

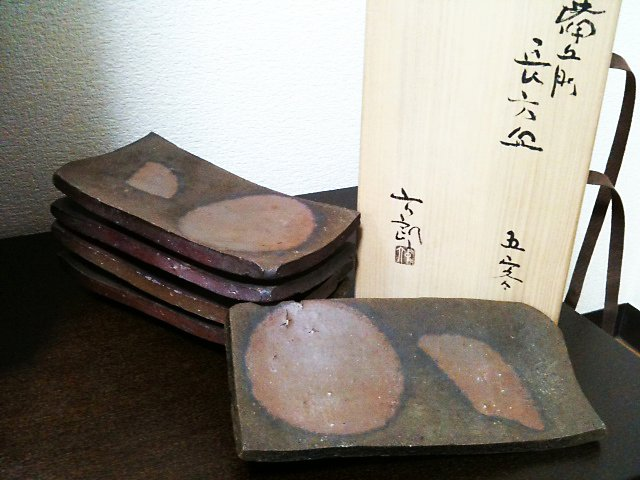
中村六郎作「長方皿」

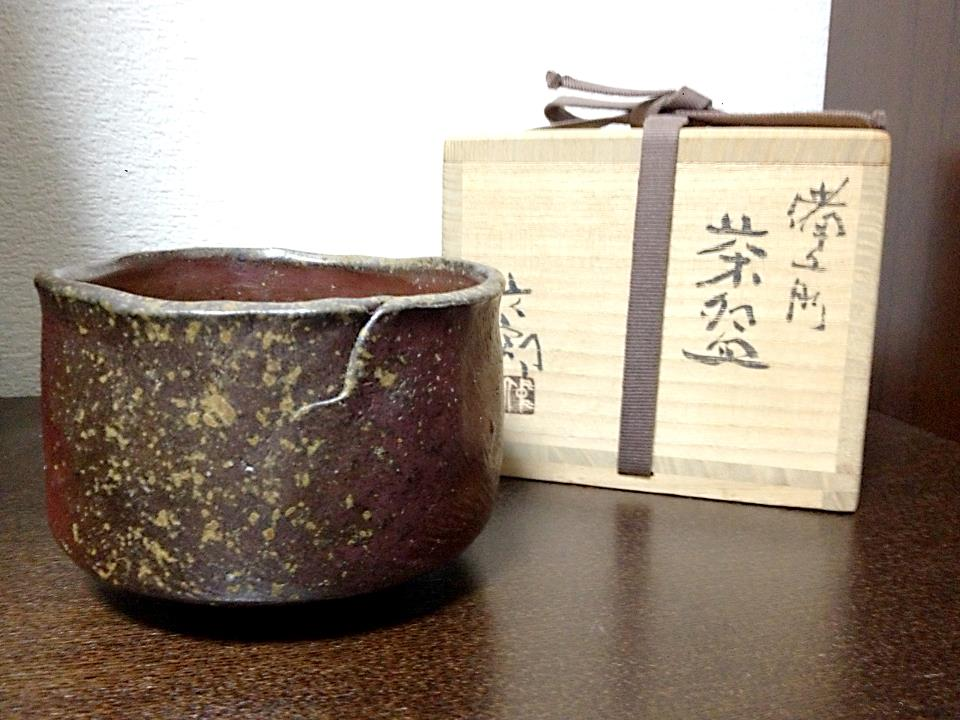
中村六郎作「茶碗」銘「柔弱」

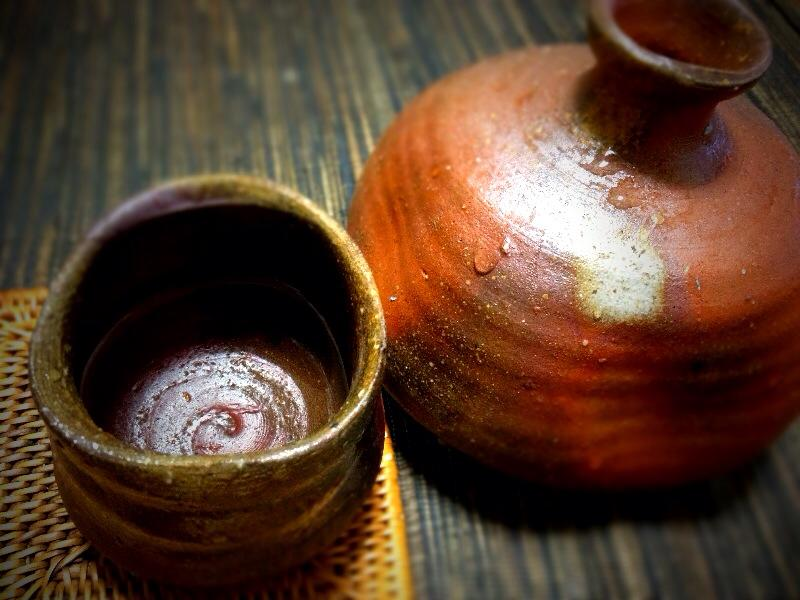
中村六郎作 徳利と酒呑

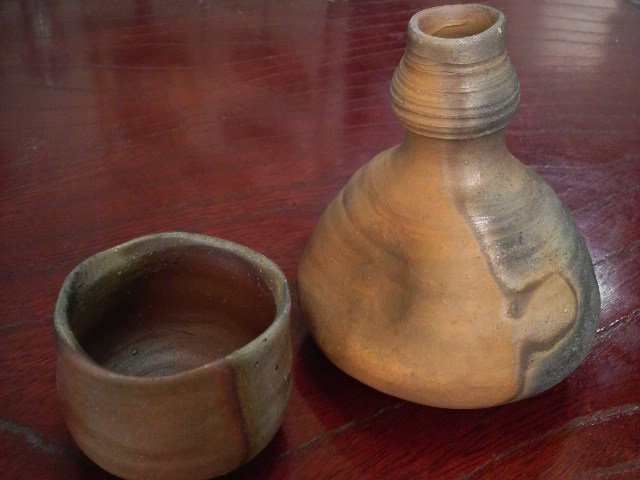
中村六郎作 徳利と酒呑

長男の中村真、孫の中村和樹も陶芸家である。

## 略歴
- 1914年（大正3年）2月4日、岡山県備前市伊部生まれ
- 1928年（昭和3年）、旧制閑谷中学校中退
- 終戦まで会社勤務
- 1945年（昭和20年）、金重陶陽に師事
- 1961年（昭和36年）、「六郎窯」を築窯し独立
- 1973年（昭和48年）、NHKふる里の歌祭り出演
- 1986年（昭和61年）、伝統工芸士認定

## 受賞歴
- 1961年（昭和36年）、日本現代陶芸展入選、岡山県美術展入選
- 1961年〜1963年、日本伝統工芸中国支部展三回連続受賞
- 1964年（昭和39年）、岡山県美術美術展入選
- 1965年〜1972年、日本伝統工芸中国支部展入選
- 1972年（昭和47年）、第三文明展入選
- 1986年（昭和61年）、岡山日日新聞賞受賞
- 1989年（平成元年）、勲七等青色桐葉章受章

## 酒にまつわる話
- 酒の席で、金重陶陽に自作のぐい呑を差し出すが「鼻の入らんようなぐい呑はおえん！」と一喝される。これがきっかけで、酒器に力を入れる。
- 防波堤のように並んだ空の一升瓶は六郎窯の入口に表札代わりに居座り、多いときには三百本を越えた。
- 実家の田畑を売り払い。酒にしてまさに呑み潰してしまった。
- 朝食で一合飲み。十時になると二合の酒で一休み。昼食には二合、二時にまた二合の酒で休憩、仕事を終えて二合飲む。これで一升を空ける。
- 仲間と飲みに行き朝になっても帰ってこないので、家族が探しに行くと、田んぼのあぜ道で寝ていた。
- 晩年、医者から酒を止められたが、やめられず。奥さんと1日徳利1本の約束をするが、できるだけ沢山飲めるように考え、試行錯誤のうえ人気の扁壺徳利を完成させた。

## 弟子
- 中村真
- 中村和樹
- 高見勝代
- 松原晋司
- 中村真一郎
- 佐藤ケイタ

## 参考資料
- 黒田草臣『備前焼の魅力探究―古陶から現代備前まで』双葉社 2000年
- 黒田草臣『極める技 現代日本の陶芸家125人』小学館 2004年
- 黒田草臣『終の器選び』光文社新書 2006年
- 『備前 All of BIZEN』（別冊炎芸術） 阿部出版 2008年